# Salehard
Salehard [selehárd] (rusko Салеха́рд, nenško Саля'харад, dob. 'hiša na polotoku') je malo mesto v Rusiji, upravno središče Jamalo-Nenškega avtonomnega okrožja. Leži ob reki Ob, blizu njenega izliva v Severno ledeno morje. Verjetno je edino mesto, ki leži točno na polarnem krogu. Leta 2010 je imelo 43.548 prebivalcev. Le 100 km zahodno se dviguje Uralsko gorovje, gorovje, ki razmejuje Evropo in Azijo. Salehard ima pristanišče in letališče. Naselje je bilo ustanovljeno že leta 1595, takrat se je do leta 1933 imenovalo Obdorsk (Обдорск). Na drugi strani reke Ob leži mestece Labitnangi, ki je imelo leta 2010 26.991 prebivalcev.